# 로체 (래퍼)
로체는 대한민국의 래퍼다. 2023년 정규 앨범 [WINONA]로 데뷔했다.

## 방송
- 내 전공은 힙합 (2020) - 3위

## 음반
- 하라는 공부는 안하고 : F (2018)
- 수도전 시즌 2 서울대 바운스팩토리 (2019)
- 서연고 사이퍼 CINDY (2019)
- 대학 힙합 (2020)
- WINONA (2023)
- WINONA (EP) (2023)

## 피처링
- Economy Choi <WEFLEX> (2020)